# Luže
Luže (in tedesco Lusche) è una città della Repubblica Ceca facente parte del distretto di Chrudim, nella regione di Pardubice.

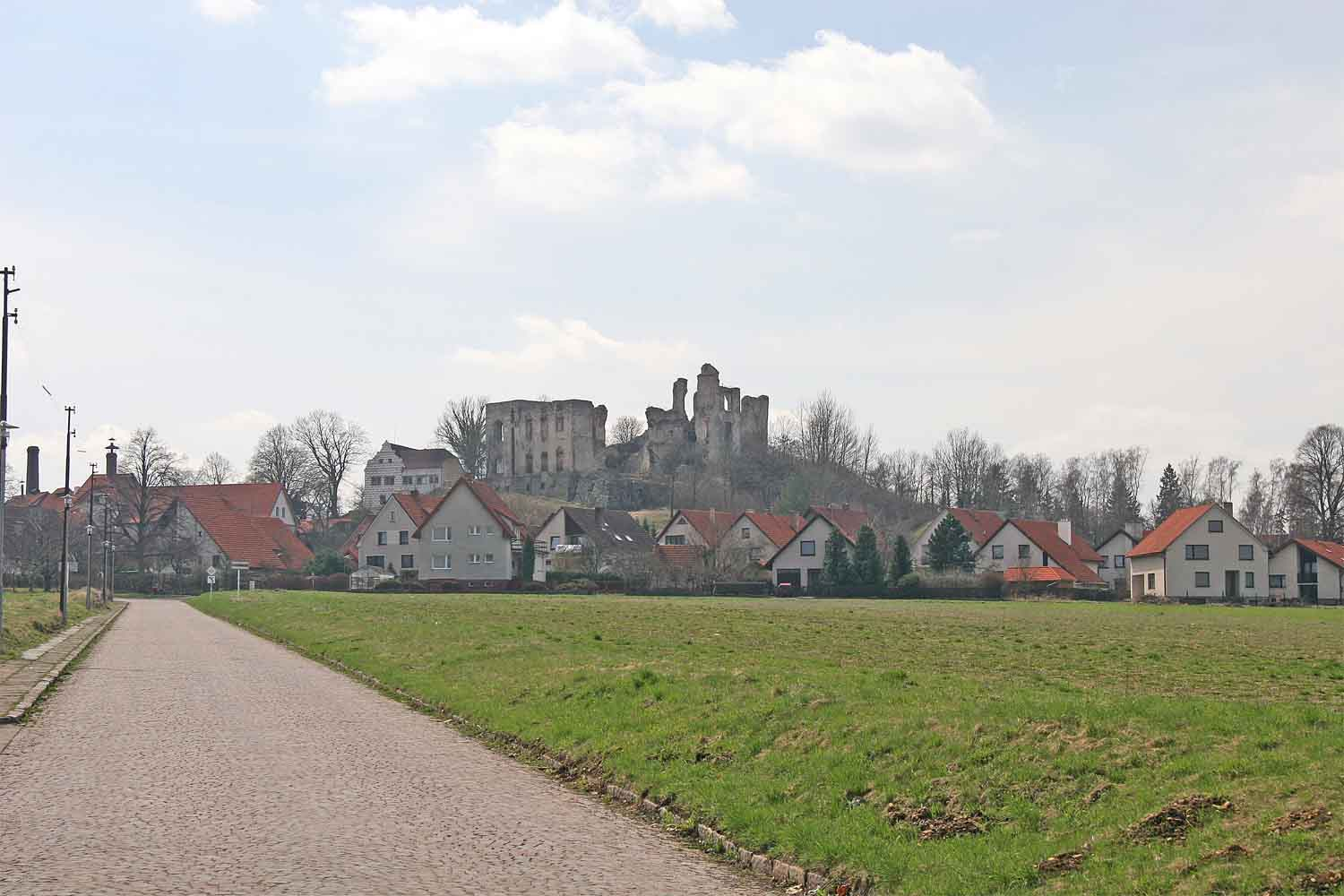
La frazione di Košumberk con il castello

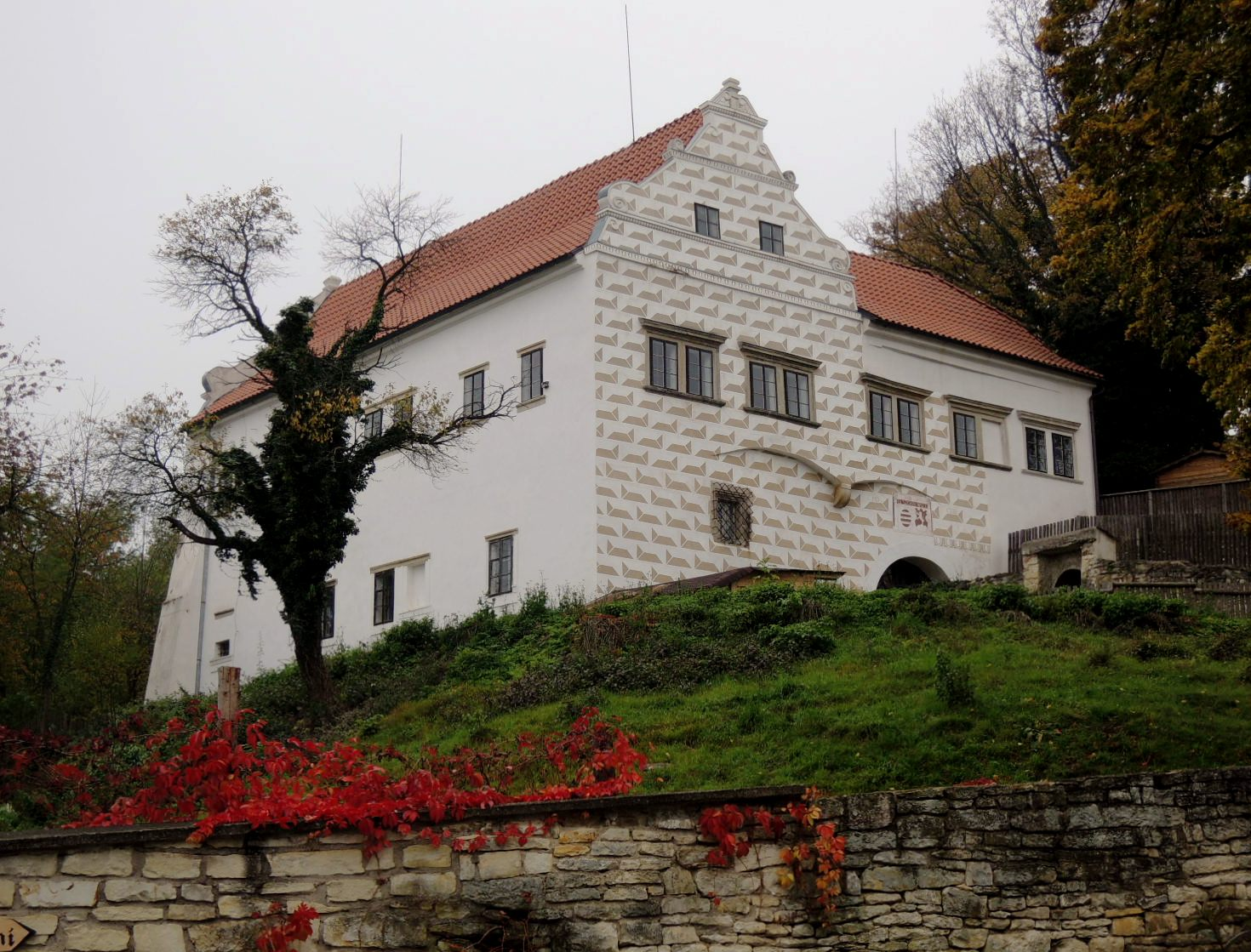
Il rinascimentale palazzo del burgravio

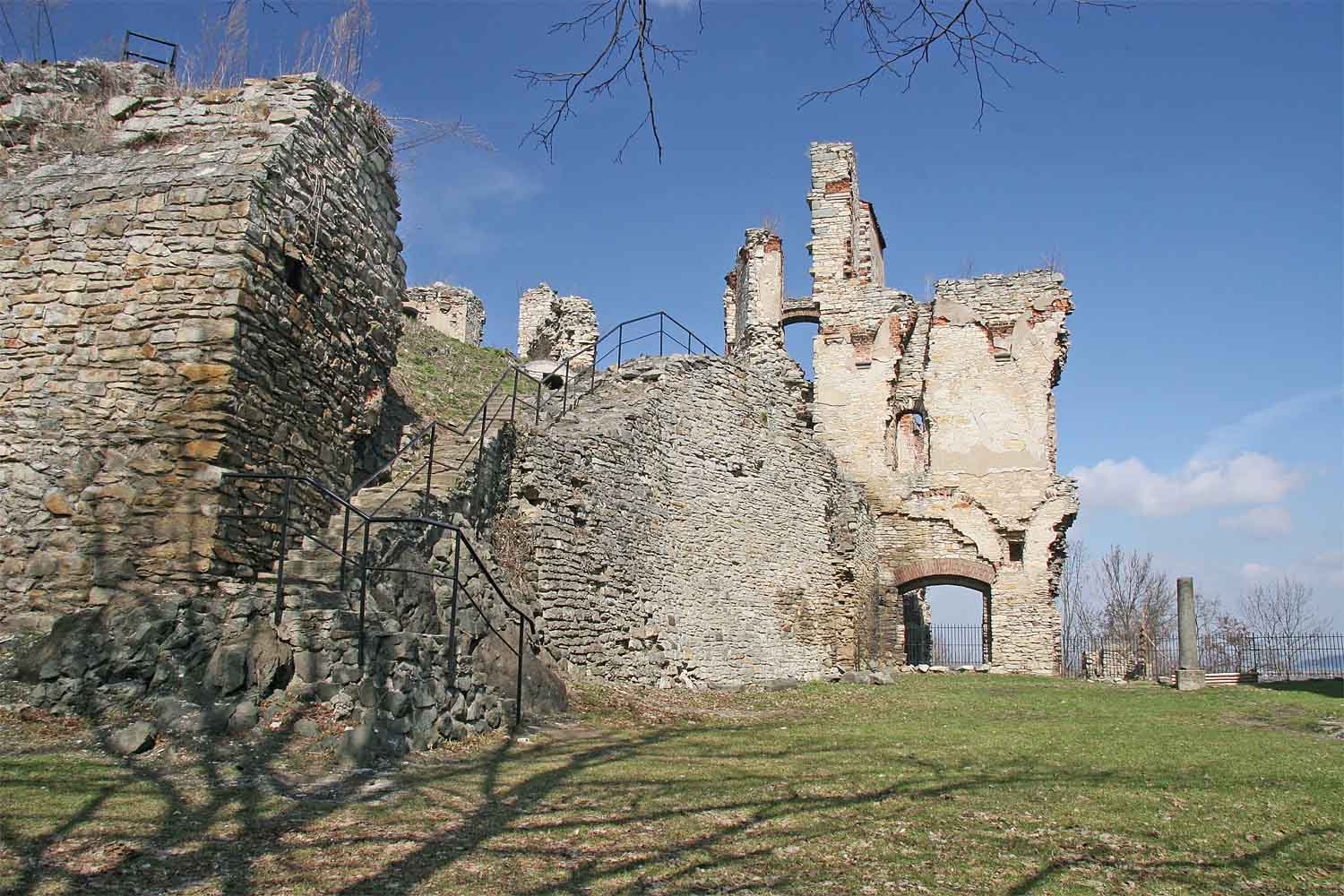
Le mura diroccate

## Il castello di Košumberk
Si stima che le origini di questo castello risalgano a prima del XIV secolo, sebbene i primi documenti scritti che ne testimoniano l'esistenza risalgano all'anno 1318.
Il castello fu sede della nobile famiglia degli Slavata (in tedesco: Slawata von Chlum und Koschumberg), che trasformarono la fortezza gotica in castello di rappresentanza rinascimentale.  Dopo la guerra dei trent'anni, quando la dinastia degli Slavata cadde in povertà, il castello passo in proprietà della Compagnia di Gesù e, per ultimo, della famiglia Thurn und Taxis.
Nel palazzo del burgravio è allestito un museo con collezioni riguardanti il castello e la regione.